# 福田功 (国土交通技官)
福田 功（ふくだ いさお、1955年 - ）は、日本の国土交通技官。館山市助役、国土交通省中国地方整備局長、国土交通省大臣官房技術参事官、港湾空港技術研究所特別研究官等を歴任した。退官後、日本埋立浚渫協会副会長。

## 人物・経歴
1978年名古屋工業大学工学部土木工学科卒業、運輸省入省。1999年館山市助役。2001年国土交通省道路局地域道路調整室長。2003年関西国際空港計画・技術部長。2006年内閣府沖縄振興局参事官（振興第三担当）。2008年国土交通省港湾局国際・環境課長。2009年から国土交通省中国地方整備局長を務め、長岡秀人出雲市長との間で災害時における情報交換に関する協定書を締結するなどした。
2011年国土交通省大臣官房技術参事官（港湾局担当）。2012年から独立行政法人港湾空港技術研究所理事や同特別研究官を務め、国土交通省港湾の避難対策に関するガイドライン検討委員会有識者としてガイドライン策定にあたるなどした。2015年一般社団法人日本埋立浚渫協会顧問。のち一般社団法人日本埋立浚渫協会副会長兼専務理事、国土交通省港湾技術基準のあり方検討委員会委員、国土交通省港湾におけるICT導入検討委員会委員。